# Epicauta aragua
Epicauta aragua es una especie de coleóptero de la familia Meloidae.

## Distribución geográfica
Habita en Venezuela y Colombia.